# لوری کانینگهام
لوری کانینگهام (به انگلیسی: Laurie Cunningham) بازیکن فوتبال زادهٔ ۸ مارس ۱۹۵۶ اهل انگلستان بود که سابقهٔ بازی در تیم ملی فوتبال انگلستان را در کارنامهٔ خود دارد. وی در تاریخ ۲۳ مه ۱۹۷۹ نخستین بازی ملی خود را در مقابل تیم ملی فوتبال ولز انجام داد و با حضور در ۶ بازی ملی، در تاریخ ۱۵ اکتبر ۱۹۸۰ واپسین بازی ملی‌اش را در برابر تیم ملی فوتبال رومانی برگزار کرد.